# Кутерн
Куте́рн (фр. Couterne) — колишній муніципалітет у Франції, у регіоні Нормандія, департамент Орн. Населення — 1007 осіб (2011).
Муніципалітет був розташований на відстані близько 210 км на захід від Парижа, 75 км на південь від Кана, 39 км на захід від Алансона.

## Історія
До 2015 року муніципалітет перебував у складі регіону Нижня Нормандія. Від 1 січня 2016 року належав до нового об'єднаного регіону Нормандія.
1 січня 2016 року Кутерн, Ла-Шапель-д'Анден, Женеле i Ален було об'єднано в новий муніципалітет Рив-д'Анден.

## Демографія
Динаміка населення (INSEE ):
Розподіл населення за віком та статтю (2006):
| Стать | Всього | До 15 років | 15-24 | 25-44 | 45-64 | 65-85 | Понад 85 |
| --- | ------ | ----------- | ----- | ----- | ----- | ----- | -------- |
| Чоловіки | 528    | 96          | 80    | 116   | 120   | 104   | 12       |
| Жінки | 516    | 80          | 52    | 104   | 124   | 124   | 32       |
| \| Статево-вікова піраміда \| Статево-вікова піраміда \| Статево-вікова піраміда \| \| ----------------------- \| ----------------------- \| ----------------------- \| \| Чоловіки \| Вік \| Жінки \| \| 12 \| 85 + \| 32 \| \| 16 \| 80-84 \| 28 \| \| 40 \| 75-79 \| 36 \| \| 28 \| 70-74 \| 20 \| \| 20 \| 65-69 \| 40 \| \| 16 \| 60-64 \| 28 \| \| 28 \| 55-59 \| 40 \| \| 56 \| 50-54 \| 24 \| \| 20 \| 45-49 \| 32 \| \| 36 \| 40-44 \| 36 \| \| 20 \| 35-39 \| 16 \| \| 36 \| 30-34 \| 32 \| \| 24 \| 25-29 \| 20 \| \| 28 \| 20-24 \| 24 \| \| 52 \| 15-20 \| 28 \| \| 28 \| 10-14 \| 20 \| \| 24 \| 5-9 \| 24 \| \| 44 \| 0-4 \| 36 \| |        |             |       |       |       |       |          |
| Статево-вікова піраміда |        |             |       |       |       |       |          |
| Чоловіки | Вік    | Жінки       |       |       |       |       |          |
| 12 | 85 +   | 32          |       |       |       |       |          |
| 16 | 80-84  | 28          |       |       |       |       |          |
| 40 | 75-79  | 36          |       |       |       |       |          |
| 28 | 70-74  | 20          |       |       |       |       |          |
| 20 | 65-69  | 40          |       |       |       |       |          |
| 16 | 60-64  | 28          |       |       |       |       |          |
| 28 | 55-59  | 40          |       |       |       |       |          |
| 56 | 50-54  | 24          |       |       |       |       |          |
| 20 | 45-49  | 32          |       |       |       |       |          |
| 36 | 40-44  | 36          |       |       |       |       |          |
| 20 | 35-39  | 16          |       |       |       |       |          |
| 36 | 30-34  | 32          |       |       |       |       |          |
| 24 | 25-29  | 20          |       |       |       |       |          |
| 28 | 20-24  | 24          |       |       |       |       |          |
| 52 | 15-20  | 28          |       |       |       |       |          |
| 28 | 10-14  | 20          |       |       |       |       |          |
| 24 | 5-9    | 24          |       |       |       |       |          |
| 44 | 0-4    | 36          |       |       |       |       |          |

## Економіка
2010 року серед 563 осіб працездатного віку (15—64 років) 422 були активними, 141 — неактивною (показник активності 75,0%, у 1999 році було 69,8%). З 422 активних мешканців працювало 389 осіб (210 чоловіків та 179 жінок), безробітними було 33 (19 чоловіків та 14 жінок). Серед 141 неактивної 41 особа була учнем чи студентом, 68 — пенсіонерами, 32 були неактивними з інших причин.

У 2010 році в муніципалітеті числилось 432 оподатковані домогосподарства, у яких проживали 992,5 особи, медіана доходів виносила 16 357 євро на одного особоспоживача